# Savage Messiah (Band)
Savage Messiah ist eine englische Heavy- und Thrash-Metal-Band aus London, die im Jahr 2007 gegründet wurde.

## Geschichte
Die Band wurde Anfang 2007 von dem Sänger und Gitarristen Dave Silver gegründet, nachdem sich seine vorherige Band Headless Cross aufgelöst hatte. Im Oktober desselben Jahres folgte das Debütalbum Spitting Venom bei seinem eigenen Label SMR Productions, wobei der Tonträger von Andy Faulkner (Bolt Thrower, Siam) produziert wurde. Fast alle Instrumente und der Gesang wurden hierbei von Silver selbst eingespielt. Als Live-Besetzung kamen der Gitarrist James Tyler, der Bassist Chris O’Toole und der Schlagzeuger Pete Hunt (ex-Marshall Law bzw. Razor of Occam) zur Besetzung. Daraufhin wurde Candlelight Records auf die Band aufmerksam und nahm diese Anfang 2009 unter Vertrag.
Bis dahin hatte sich die Besetzung um Silver komplett verändert. Da Tyler nicht zu einem Konzert in Glasgow fahren wollte und diesen Entschluss den weiteren Mitgliedern um ein Uhr morgens, am Tag des Auftritts, mitteilte, war er nicht länger in der Band. O’Toole verließ die Band, um in die USA zu ziehen und Hunt verließ die Band. Die Band bestand daraufhin neben Silver aus dem Gitarristen Sy Taplin, dem Bassisten Sasha Cron und dem Schlagzeuger Ernie Nogara. Daraufhin begab sich die Band mit dem Produzenten Chris Tsangarides, welcher schon für Bands wie Judas Priest, Black Sabbath und Biomechanical tätig war, ins Studio, um dort das Album Insurrection Rising aufzunehmen, das Ende 2009 erschien. Im Jahr 2010 ging die Band zusammen mit Overkill auf Europatournee und spielte in Großbritannien zusammen mit Evile. Außerdem spielte sie zusammen mit Death Angel, Queensrÿche, Skeletonwitch, Sylosis und Onslaught und trat auf dem Bloodstock Open Air, dem Hammerfest, dem Devilstone Open Air und dem Hellfire Festival auf. Dabei spielte die Band unter anderem auch zusammen mit Overkill, Suicidal Angels und Cripper in Braunschweig.
Zudem wechselte die Band zu Earache Records, worüber im Jahr 2012 das Album Plague of Conscience erschien. Produziert wurde das Album von Scott Atkins. Auf dem Album waren neben Silver Stefano Selvatico als neuer Bassist, Mauricio Chamucero als neuer Schlagzeuger und Joff Baile als neuer Gitarrist zu hören. Im September 2012 drehte die Band für das Lied All Seeing I ein Musikvideo. Im Sommer 2013 begann die Band mit den Aufnahmen zum nächsten Album. Zum damaligen Zeitpunkt bestand die Band neben Silver aus dem Gitarristen Joff Bailey, dem Bassisten Stefano Selvatico und dem Schlagzeuger Andrea Gorio. Das dritte Studioalbum The Fateful Dark erschien im März 2014. Anfang 2015 begleitete die Band Amon Amarth auf deren Europatournee. Ein Jahr später spielte die Band beim Download-Festival und dem ProgPower USA.
Im August 2017 wurden Savage Messiah vom deutschen Plattenlabel Century Media unter Vertrag genommen. Erneut kam es zu Besetzungswechseln innerhalb der Gruppe. Gitarrist Joff Bailey und Bassist Stefano Selvatico verließen die Gruppe und wurden durch Sam S. Junior bzw. Mira Slama ersetzt. Das vierte Studioalbum Hands of Fate erschien am 27. Oktober 2017 und wurde von Scott Atkins produziert. Am 17. Mai 2019 folgte das Album Demons.

## Stil

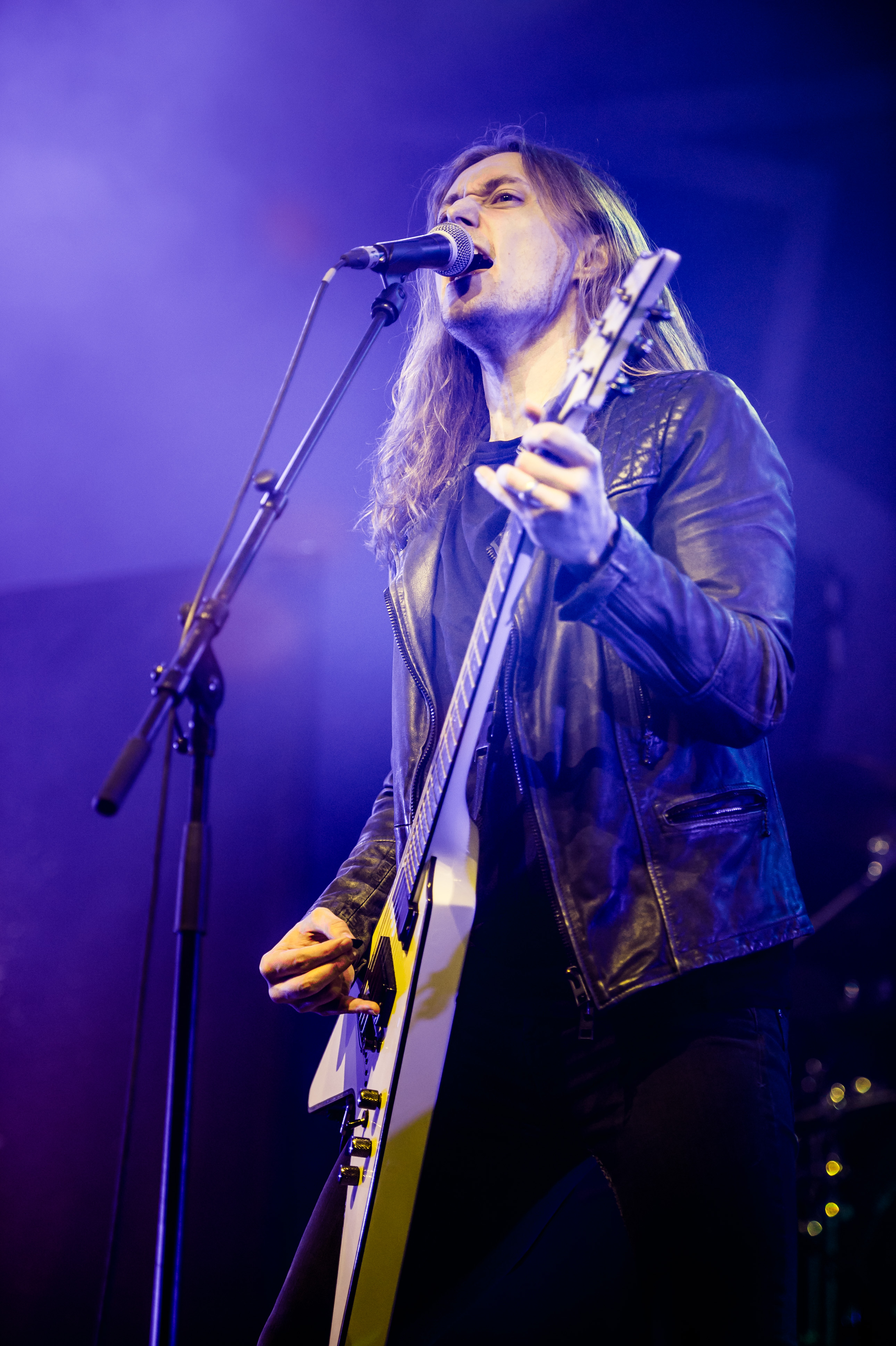
Dave Silver im Jahr 2017 auf dem Ruhrpott Metal Meeting in Oberhausen

Laut laut.de klinge Insurrection Rising stark nach Bands wie Testament und Megadeth, wobei vor allem der Gesang an Dave Mustaine erinnere. Marc Halupczok vom Metal Hammer meinte in seiner Rezension zu Insurrection Rising, dass die Band neben Evile „der zweite englische Hoffnungsträger in Sachen Thrash“ sei. Die Gitarrenriffs würden gelegentlich an Exodus erinnern, wobei die Musik jedoch eingängiger klinge und sich wie eine Mischung aus frühen Annihilator, Testament, Megadeth und Artillery anhöre. Silvers Gesang würde dabei manchmal in „halsbrecherische Höhen“ vordringen. In Liedern wie The Serpent Tongue of Divinity, Vigil of the Navigator oder Silent Empire sei eine Mischung aus Heavy- und Thrash-Metal zu hören. Auf Plague of Conscience fahre die Band laut Halupczok die Thrash-Metal-Einflüsse etwas zurück und setze ein wenig mehr auf traditionellen Metal. Die Musik sei am ehesten mit aktuelleren Megadeth-Veröffentlichungen vergleichbar, wobei Silvers Gesang jedoch klarer ausfalle.

## Diskografie

### Alben
- 2009: Insurrection Rising (Candlelight Records)
- 2012: Plague of Conscience (Earache Records)
- 2014: The Fateful Dark (Earache Records)
- 2017: Hands of Fate (Century Media)
- 2019: Demons (Savage Messiah Ltd.)

### EP
- 2007: Spitting Venom (SMR Productions)